# ایران‌چک
ایران‌چک یک ابزار از ابزارهای پولی است که بانک مرکزی در قانون پولی و بانکی مجاز یا موظف است برای تمشیت امور پولی و حفظ دارایی و منافع مردم از آنها استفاده کند.
ایران‌چک، مشابه چک‌های بانک‌های تجاری، یک حواله یا دستور پرداخت نیست، یکی از انواع چک‌های تعریف شده در قانون چک هم نیست؛ ایران‌چک سند بدهی بانک مرکزی از جنس پنبه است که اسکناس نیز از همان جنس است. این تفاوت، مثل تفاوت اوراق مشترک منتشر شده توسط دولت با اوراق مشارکت منتشر شده توسط بانک مرکزی است. ایران چک ها در انواع ۵۰ و ۱۰۰ و ۲۰۰ هزار تومانی موجود است.
توضیح تراول های ۱۰۰هزار تومانی اسفند سال۹۴ به بازار امد.

## پیشینه
بانکچک با هدف تسهیل مبادلات در ایران از سال ۱۳۶۸ و برای نخستین بار توسط بانک سپه با عنوان «سپه چک» منتشر شد و با توجه به فقدان اسکناس‌های درشت، از سال ۱۳۷۵ برخی بانک‌ها به انتشار ایران‌چک در کنار بانک چک روی آوردند که به محض ارایه به شعبه پذیرنده، پشت‌نویسی و باطل می‌شد.
انتشار بانکچک، و ایران‌چک، بانک‌ها تا سال ۱۳۸۷ همچنان ادامه یافت. نسبت مانده مجاز چک پول‌های صادره بانک‌ها حداکثر ۴۰ درصد بود که بانک می‌توانست تا سه ماه این نسبت را رعایت نکند. این موضوع باعث بی انضباطی و خلق پول توسط بانک‌ها شد.
تا سال ۱۳۸۴ هر بانک ایرانی مجوز چاپ ایران‌چک تا سقف مبلغ ۵۰۰٬۰۰۰ ریال را داشت؛ اما در سال ۱۳۸۷ امتیاز چاپ ایران‌چک از بانک‌های دیگر گرفته‌شد و تنها بانک مرکزی جمهوری اسلامی ایران امتیاز چاپ آن را در دست گرفت. ایران‌چک‌ها در دو اسکناس با مبلغ‌های ۵۰۰٬۰۰۰ ریال و ۱٬۰۰۰٬۰۰۰ ریال و به ترتیب با طرح‌های حرم امام رضا در مشهد تخت جمشید در شیرازو سدکارون۳ چاپ شدند.
مجوز انتشار ایران چک در ابتدا توسط هیئت وزیران صادر شد. از سال ۱۳۸۹ این موضوع هر سال در لایحه بودجه گنجانده می‌شود و با تصویب نمایندگان مجلس و شورای نگهبان جنبه قانونی پیدا می‌کند.
در سال ۱۳۹۱ رئیس مجلس شورای اسلامی با استناد به بررسی‌های هیئت تطبیق مصوبات دولت با قوانین، انتشار «ایران چک» توسط بانک مرکزی را ممنوع اعلام کرد؛ و بعد از توقف دو ساله در سال ۱۳۹۳ بانک مرکزی ایران با طرح جدید ایران چک ۵۰۰٬۰۰۰ ریالی رونمایی کرد.

## کاربرد
بانکچک و ایران‌چک، به عنوان چک مسافرتی (تراول چک) و به خصوص ایران‌چک، بانک مرکزی که در ابتدا به عنوان راه حل موقتی مطرح بود طبق بخشنامه‌های اداره نظارت بانک مرکزی این‌گونه تعریف شده‌اند:
چکپول: منظور از «چکپول» هریک از انواع «بانکچک» یا «ایرانچک» می‌باشد.
بانکچک: چکی است که توسط بانک صادر و وجه آن در هر یک از شعب آن بانک یا توسط نمایندگان و کارگزاران آن پرداخت می‌شود.
ایرانچک: چکی است که توسط بانک صادر و وجه آن در هر یک از شعب تمامی بانکهایی که با یکدیگر قرارداد دارند یا توسط نمایندگان و کارگزاران آنها پرداخت می‌شود. این تعریف بعدها به این صورت اصلاح شد: ایرانچک، چکی است که توسط بانک مرکزی چاپ و منتشر شده و توسط تمامی موسسات اعتباری صادر و وجه آن در هر یک از شعب موسسات اعتباری پرداخت می‌شود.
از نظر محاسبات اقتصادی تا پیش از سال ۱۳۸۷ و انتشار ایرانچک بانک مرکزی، چک پول و بانکچک بانکها در زمره سپرده‌های دیداری طبقه‌بندی می‌شد اما از این تاریخ به بعد ایرانچک بانک مرکزی در آمار اسکناس و مسکوک لحاظ می‌شود.
ایرانچک بانک مرکزی به خوبی توانسته‌است نقش اسکناس درشت را که فرایند اخذ مجوز انتشار آن با محدودیتهایی همراه است، ایفا کند. بر اساس آمارها ایرانچک از نظر تعداد کمتر از ۵ درصد ولی از نظر ارزش بیش از ۵۰ درصد اسکناس و مسکوک در جریان است و بار اصلی ابزار پرداخت نقد را به دوش می‌کشد.

## مشکلات
اگرچه به اندازه انتشار ایرانچک جدید، ایرانچک فرسوده یا اسکناس از بانکها دریافت یا حساب دفتری آن بانک بدهکار می‌شود و ممکن است این تصور پیش آید که تأثیری در نقدینگی نخواهد داشت ولی اگر خوب دقت کنیم با انتشار ایرانچک به عنوان اسکناس درشت، ممکن است رفتار مردم در نگهداری پول نقد در کوتاه‌مدت و بلندمدت به نحوی تغییر کند که نسبت اسکناس و مسکوک در دست اشخاص به سپرده دیداری که یکی از اجزای ضریب فزاینده نقدینگی است، تغییر یابد و از آنجا نقدینگی نیز دستخوش تغییر شود.
براساس آنچه جامعه پذیرفته یک برگ چک پول بارها و بارها در دست مردم می‌چرخد، در حالی که این امر منطقی نیست و یک چک پول تنها باید یک‌بار قدرت گردش داشته باشد، بنابراین چک پول‌ها کارکردی شبیه به اسکناس دارند. طول عمر هر اسکناس به‌طور متوسط حدود ۵ سال برآورد شده‌است که اگر چک پول‌ها نیز طول عمری حداقل نزدیک به طول عمر اسکناس‌ها را داشته باشند، ضریب نقدینگی در جامعه را افزایش می‌دهند.
غلامرضا مصباحی مقدم، عضو کمیسیون پول و اعتبار، در سال ۱۳۸۶ چک پول‌ها را به لحاظ افزایش حجم نقدینگی کشور، تورم‌زا و از نظر استفاده از آن «هزینه‌بر» توصیف کرد و گفت: کنترل گردش مجدد چک پول در دست مردم، تقریباً غیرممکن است. وی سپس در توضیح این نکات گفت: در شرایط کنونی، حجم چک پول بیش از حجم اسکناس و مسکوکات در گردش است و نقش قابل توجهی در تورم در کشور پیدا کرده‌است.